# Окопи (Холмський повіт)
Окопи (пол. Okopy) — село в Польщі, у гміні Дорогуськ Холмського повіту Люблінського воєводства. Населення — 490 осіб (2011).

## Історія
За даними етнографічної експедиції 1869—1870 років під керівництвом Павла Чубинського, у селі здебільшого проживали римо-католики, проте населення переважно розмовляло українською мовою.
У 1975—1998 роках село належало до Холмського воєводства.

## Демографія
Демографічна структура станом на 31 березня 2011 року:
|          | Загалом | Допрацездатний вік | Працездатний вік | Постпрацездатний вік |
| -------- | ------- | ------------------ | ---------------- | -------------------- |
| Чоловіки | 247     | 50                 | 169              | 28                   |
| Жінки    | 243     | 45                 | 126              | 72                   |
| Разом    | 490     | 95                 | 295              | 100                  |